# Ultimatum (banda)
Ultimatum es una banda norteamericana de metal cristiano procedente de Albuquerque, Nuevo México.

## Historia
Ultimatum se formó en 1992 en Albuquerque, Nuevo México por Robert Gutierrez, John Carroll y Greg Dingess. El nombre de la banda se basó en el ultimato dado por Josué en La Biblia. El vocalista Scott Waters se unió a la banda en enero de 1993, siendo su primera presentación en el Sonshine Festival en Albuquerque.
De 1992 a 1995 la banda realizó frecuentes presentaciones y grabó algunos demos, como Fatal Delay (1993), Symphonic Extremities by Ultimatum (1994), y Symphonic Extremities (1995). Los dos últimos demos finalmente fueron lanzados en formato CD bajo el sello Juke Box Media y mezclados por el guitarrista Rex Carroll  de la banda Whitecross.
El baterista Sean Griego se unió a la banda en 1995, y su estilo más agresivo llevó a la banda de tocar un heavy metal tradicional a tocar thrash metal y speed metal. Ese mismo año fueron teloneros de la banda cristiana Mortification en su Blood World tour. El bajista de dicha banda, Steve Rowe, se interesó por Ultimatum, a tal punto de comprar todos sus demos y promocionarlos mediante su propia compañía de distribución, Rowe Productions. En 1996, la banda firmó un contrato para la grabación de tres discos con Rowe, lanzando Puppet of Destruction en 1998. 
Su segunda producción se tituló Mechanics of Perilous Times. La banda también grabó dos canciones para el sello Dwell records, entre las que se incluía una versión de una canción de Testament. Dado el éxito de dicho cover, Massacre Records ofreció sus servicios a la banda para la grabación de los próximos álbumes. Rowe Productions permitió a la banda cambiar de sello discográfico.
Into the Pit fue lanzado el 30 de octubre de 2007, mismo año en que se remasterizaron Symphonic Extremities y Mechanics of Perilous Times.
En 2008, Ultimatum grabó un álbum de versiones titulado Lex Metalis, incluyendo covers de bandas como Iron Maiden, Metal Church, Judas Priest, Metallica, Saxon y Quiet Riot.
En el 2009, Puppet of Destruction fue remasterizado por Roxx Records con algunas canciones inéditas incluidas.

## Sonido
Su sonido ha sido comparado con Exodus y Metal Church.

## Discografía

### Demos
- Fatal Delay (1993)
- Symphonic Extremities by Ultimatum (1994)
- Symphonic Extremities (1995)
- Never (1996)

### Álbumes de estudio
- Symphonic Extremities (1995) - Juke Box Media
- Puppet of Destruction (1998) - Rowe Productions
- The Mechanics of Perilous Times... (2001) - Gutter Records, an imprint of Massacre Records
- Into the Pit (2007) - Retroactive Records
- Lex Metalis (2009) - Retroactive Records

### Comppilados
- Heart of Metal - 20 Years of Ultimatum (2012)

### EP
- Til' the End (2006) - Roxx

## Miembros

### Formación actual
- Scott Waters - voz
- Robert Gutiérrez - guitarras
- Rob Whitlock - bajo
- Alan Tuma - percusión

### Miembros anteriores
- Augustine Ortiz - guitarras
- Steve Trujillo - guitarras
- Tom Michaels - bajo
- Greg Dingess - bajo
- Sean Griego - percusión
- Mike Lynch - percusión